# Jules Lefèvre-Deumier

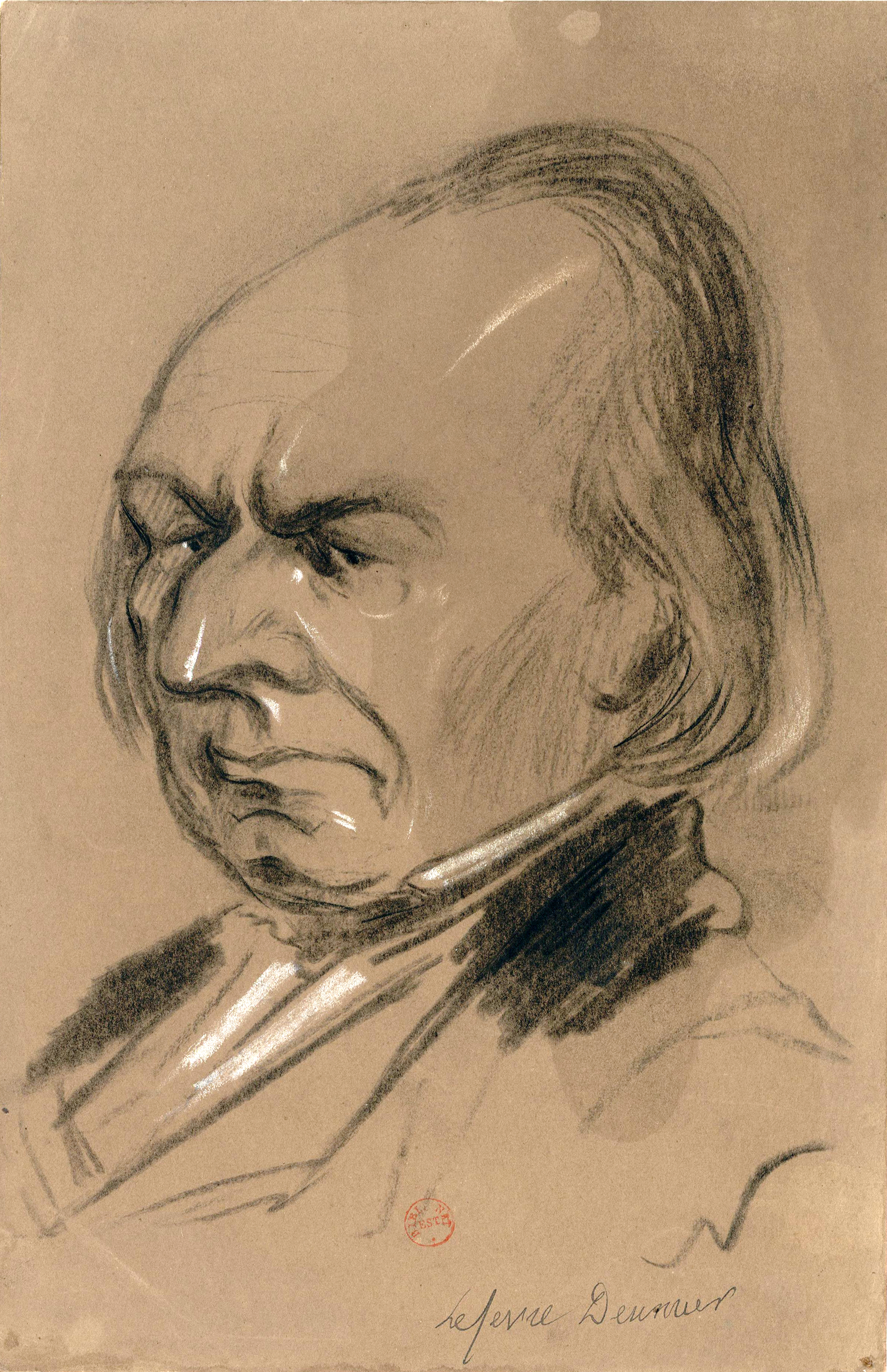
Jules Lefèvre-Deumier (Karikatur von Nadar)

Jules Lefèvre-Deumier (* 29. Januar 1797 in Paris; † 30. März 1857 ebenda) war ein französischer Schriftsteller der Romantik. 

## Leben und Werk
Jules Lefèvre begann 1822 eine literarische Laufbahn an der Seite seines Freundes Alexandre Soumet. Wie dieser schrieb er für die Zeitschrift der Romantiker, La Muse française, und für die Tablettes romantiques. Als er von seiner Tante Deumier erbte, veröffentlichte er von da ab unter dem Namen Lefèvre-Deumier. Er unterstützte vor Ort den griechischen und den polnischen Freiheitskampf. Zuletzt wurde er Sekretär von Staatspräsident Louis-Napoléon Bonaparte, dann Bibliothekar des Élysée-Palastes und der Tuilerien. Ab den 1840er Jahren verlegte er sich mehr und mehr auf literarhistorische Arbeiten zu französischen, englischen, deutschen und italienischen Autoren. Seine Werke wurden von 1884 bis 1897 vom Verlag Firmin-Didot wieder aufgelegt oder, was manche Biographien betrifft, erstmalig postum in Buchform veröffentlicht. Heute sind sie nur Spezialisten bekannt. Philippe Van Tieghem nannte Jules Lefèvre 1944 unter den vergessenen Romantikern.

## Werke (Auswahl)
- Le Parricide, poème, suivi d’autres poésies. Amyot, Paris 1823. (nach Art von Byron)
- Le Clocher de Saint-Marc, poème, suivi d’une ode sur la mort de Bonaparte, et de divers fragments. U. Canel, Paris 1825. (nach Art von Byron)
- Dialogue des vivants. Dialogue premier. Le cabinet d’un ministre. U. Canel, Paris 1828.
- Confidences. H. Dupuy, Paris 1833.
- Sir Lionel d’Arquenay. H. Dupuy, Paris 1834. 1884. Slatkine, Genf 1973. (Roman)
- La Résurrection de Versailles, poème lyrique. Marchands de nouveautés, Paris 1837.
- Les Martyrs d’Arezzo. A. Dupont, Paris 1839. 1885. (Roman)
- Les vespres de l’abbaye Du Val. Oeuvres d’un désoeuvré. Garnier frères, Paris 1842. 1885–1886. (Dichtung und Prosa)
  - Les vespres de l’Abbaye du Val. Hrsg. Georges Brunet. Presses françaises, Paris 1924.
  - L’abbaye de Notre-Dame-du-Val et autres textes. Hrsg. Maria Walecka-Garbalińska und Alain Ruhlmann. Association des amis de l’abbaye Notre-Dame-du-Val, Mériel 2012. (Kloster Notre-Dame du Val in Mériel)
- Poésies. Comptoir des imprimeurs unis, Paris 1844. 1888.
- Célébrités d’autrefois. Essais biographiques et littéraires. Le comte de Rivarol, l’abbé Maury-Carloman de Rulhière, l’abbé de Bernis, Bailly, Lamotte-Houdart. Amyot, Paris 1853, 1856.
- Études biographiques et littéraires sur quelques célébrités étrangères. Le cavalier Marino, Anne Radcliffe, Paracelse, Jérôme Vida. L. Hachette, Paris 1854.
- Le livre du promeneur, ou Les mois et les jours. Amyot, Paris 1854. 1888. (Dichtung)
- Oehlenschläger, le poète national du Danemark. Hachette, Paris 1854.
- Vittoria Colonna. Hachette, Paris 1856.
- Le Couvre-feu, dernières poésies. Amyot, Paris 1857.
- Célébrités françaises. Essais biographiques et littéraires. Rabelais, Montchrétien, Chapelain, Brébeuf, Scarron, l’abbé Cotin, La Motte-Houdard, Marivaux, Bernis, Thomas, Rulhière, Rivarol, Bailly, l’abbé Maury, Joséphine de Beauharnais, Delatouche, Soumet. Firmin-Didot, Paris 1889.
- Entretiens sur l’immortalité de l’âme. Firmin-Didot, Paris 1892.
- Leçons de littérature allemande. Morceaux choisis des poètes et des prosateurs classés par genres, avec une table des pièces et des auteurs. Ouvrage précédé d’un coup d’oeil sur la littérature allemande, depuis Luther jusqu’à nos jours. Firmin-Didot, Paris 1893.
- Célébrités italiennes. Vittoria Colonna, Marcus Hieronymus Vida, Ugo Foscolo, Torquato Tasso. Firmin-Didot, Paris 1894.
- Célébrités allemandes. Essais bibliographiques et littéraires. Firmin-Didot, Paris 1894. (Oehlenschläger, Henri de Kleist, Müllner, Ernst Schulze, Paracelsus)
- Célébrités anglaises. Essais et études biographiques et littéraires. James Thomson, Anne Radcliffe, George Psalmanazar, Letitia Elizabeth Landon, Christopher North/John Wilson. Firmin-Didot, Paris 1895.
- Critique littéraire (1825–1845). Firmin-Didot, Paris 1896.
- Etudes politiques. Firmin-Didot, Paris 1897.